# اعتراضات علیه حمله روسیه به اوکراین

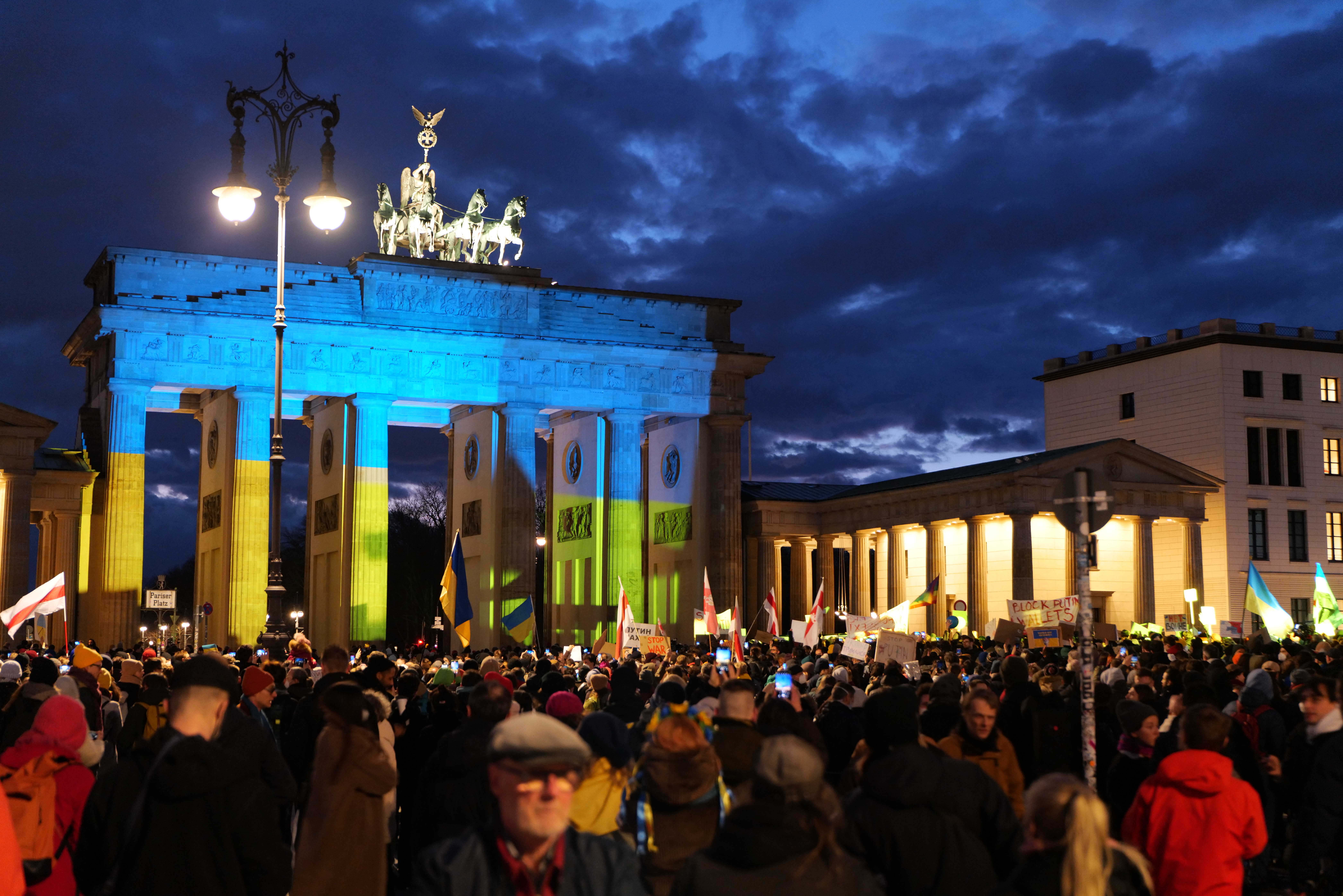
تظاهرکنندگان در دروازه براندن‌بورگ برلین آلمان.

اعتراضات علیه تهاجم روسیه به اوکراین  در سال ۲۰۲۲ به طور خودجوش و همزمان در بسیاری از نقاط جهان رخ داد.

## در روسیه

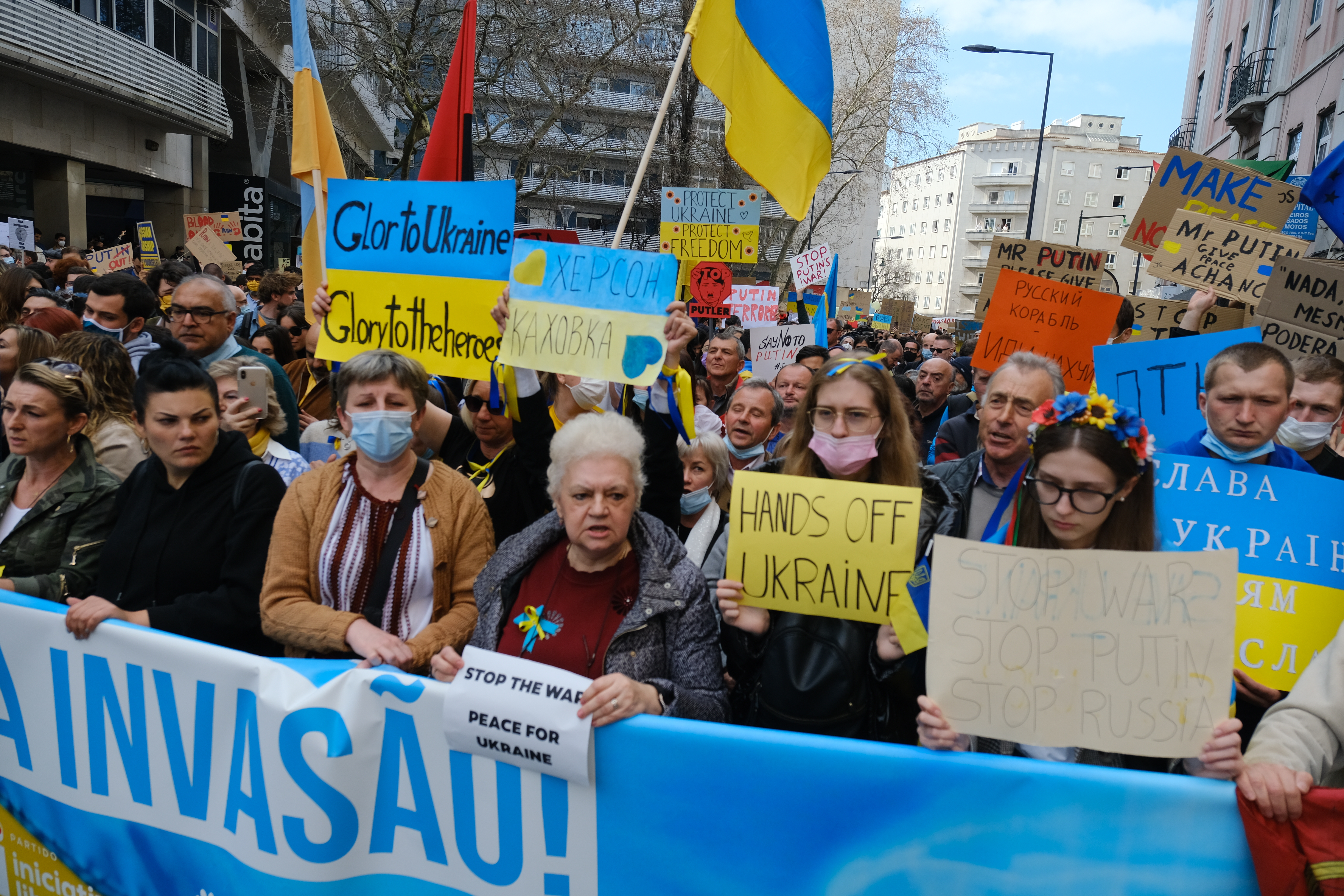
مراسم تجمع برای صلح در اوکراین، علیه تهاجم روسیه، لیسبون

در چهار روز از ۲۴ تا ۲۷ فوریه، در مجموع ۵۷۹۴ نفر در ۵۳ شهر در سراسر روسیه به دلیل اعتراض به این تهاجم توسط پلیس بازداشت شده‌اند.
پوتین با نقض قانون اساسی روسیه و قوانین بین‌المللی حقوق بشر، اعتراض عمومی مسالمت‌آمیز را بدون اجازه مقامات، غیرقانونی اعلام کرده‌است.
مقامات روسیه به روس‌ها دربارهٔ عواقب قانونی پیوستن به تظاهرات ضد جنگ هشدار دادند. بیش از ۶۰ فعال و روزنامه‌نگار روسی دستگیر شده‌اند.
در ۲۷ فوریه، ۲۰۶۳ نفر دیگر در تظاهرات خیابانی علیه جنگ بازداشت شدند.
در ۲۷ فوریه، یک ون با علامت‌هایی که روی آن نوشته شده بود "مردم بیدار شوید!" "این جنگ است و پوتین یک تفاله!" در میدان پوشکینسکایا تصادف کرد و آتش گرفت.
بیش از ۱۰۰۰۰ کارمند فناوری، ۶۰۰۰ پرسنل درمانی، بیش از ۳۴۰۰ معمار، بیش از ۲۰۰۰ بازیگر، کارگردان و دیگر چهره‌های خلاق و ۱۵۰۰ معلم طومارهایی را امضا کردند که از دولت پوتین خواستند تا جنگ را متوقف کند.
۱۴۷۰۰۰ روس طوماری را برای استیضاح پوتین امضا کرده‌اند.

### دانشگاهیان
نوع ترویتسکی (همچنین به عنوان TrV-Nauka شناخته می‌شود)، یک روزنامه مستقل علمی عامه‌پسند روسیه، نامه ای سرگشاده علیه جنگ منتشر کرد که توسط بیش از ۴۷۵۰ دانشمند روسی از جمله بسیاری از دانشگاهیان مشهور و اعضای آکادمی علوم روسیه امضا شد. اولگ انیسیموف، یک نماینده دانشمند از روسیه، در نشست آب و هوای سازمان ملل از همکار خود از اوکراین عذرخواهی کرد. میخائیل گلفاند، بیوانفورماتیک و عضو Academia Europaea نیز بیانیه‌ای علیه جنگ صادر کرد.

### فعالان
در ۲۴ فوریه، لو پونوماریوف، فعال حقوق بشر، طوماری را برای اعتراض به تهاجم آغاز کرد و تا پایان روز ۲۸۹۰۰۰ امضا جمع‌آوری کرد.

### سرشناسان رسانه‌ای
این تهاجم توسط مجری تلویزیونی کسنیا سابچاک، ستاره پاپ والری ملادزه، نویسنده دیمیتری گلوخوفسکی، روزنامه‌نگار و یوتیوبر یوری داد، کارگردان فیلم رومن ولوبوف، خواننده رپ Noize MC، مهاجم دینامو مسکو فئودور اسمولوف، بازیگر چولپان خاماتووا و مجری تلویزیون ایوان اورگانت محکوم شد. برنامه اواخر شب اورگانت متعاقباً از برنامه‌های برنامه‌ریزی شده در ایستگاه تلویزیونی دولتی کانال یک ناپدید شد. آنا نتربکو خواننده اپرا نیز علیه جنگ صحبت کرد. ده‌ها هنرمند، مجری تلویزیون و دیگر افراد مشهور روسی در شبکه‌های اجتماعی علیه اقدامات نظامی روسیه در اوکراین صحبت کردند.
خواننده رپ روسی Oxxxymiron شش کنسرت فروخته شده در مسکو و سن پترزبورگ را لغو کرد و گفت: "وقتی موشک‌های روسی به اوکراین می‌افتند، نمی‌توانم شما را سرگرم کنم. هنگامی که ساکنان کی‌یف مجبور می‌شوند در زیرزمین‌ها و مترو پنهان شوند، در حالی که مردم در حال مرگ هستند.»

### در ورزش
الکساندر اوچکین بازیکن هاکی NHL از حمله روسیه به اوکراین انتقاد کرد. تنیس‌بازان مدودف، روبلوف و کافلنیکوف و دیگر ورزشکاران روسیه نیز اظهاراتی علیه جنگ داشتند.

### ارتش
یکی از فرماندهان تیپ ۷۴ تفنگداران موتوریزه روسیه پس از اینکه طبق گزارش‌ها، کل جوخه در چرنیهیف دستگیر شد، گفت: «ما قصد جنگ نداشتیم - در حال جمع‌آوری اطلاعات بودیم».

### سازمان‌ها
بنیانگذاران جنبش بزرگداشت «هنگ جاویدان»، که در آن روس‌های معمولی عکس‌های اعضای خانواده سربازان کهنه‌کار را در راهپیمایی‌هایی در سراسر روسیه که هر ساله به مناسبت روز پیروزی در جنگ جهانی دوم در ۹ مه برگزار می‌شوند، حمل می‌کنند، از پوتین خواستند «آتش‌بس» اعلام کند و استفاده از زور را عنوان «غیر انسانی» خواندند.
اولگا لارکینا، مدیر اتحادیه کمیته‌های مادران سربازان روسیه روسیه، نگرانی‌های خود را به رسانه تحقیقاتی روسیه مدوزا ابراز کرد که بسیاری از سربازان به اجبار به اوکراین فرستاده شده‌اند. لارکینا مدعی شد که سربازان روسی تحت فشار قرار گرفته‌اند یا مجبور به امضای قرارداد برای سرباز شدن شده‌اند، سپس به اوکراین فرستاده شده‌اند و اعضای خانواده ارتباط خود را با آنها از دست داده‌اند.

### سیاستمداران
آلکسی ناوالنی، رهبر اپوزیسیون زندانی روسیه، حمله روسیه به اوکراین را محکوم کرد و کسانی که جنگ را به راه انداختند «راهزن و دزد» نامید. مارینا لیتوینوویچ، فعال مخالف و سیاستمدار روسیه خواستار تظاهرات ضد جنگ در شهرهای روسیه شد. او هنگام خروج از خانه توسط پلیس روسیه بازداشت شد.
میخائیل ماتویف، نماینده دومای دولتی به به‌رسمیت شناختن جمهوری‌های خلق دونتسک و لوهانسک رأی مثبت داد، اما بعداً حمله روسیه به اوکراین در سال ۲۰۲۲ را محکوم کرد و گفت: «من به صلح رأی دادم، نه به جنگ. من می‌خواستم روسیه سپر شود تا دونباس بمباران نشود، نه اینکه کی‌یف بمباران شود.» اولگ اسمولین، معاون دومای دولتی نیز گفت که از این تهاجم «شکه شده‌است». لیزا پسکووا، دختر دیمیتری پسکوف، سخنگوی پوتین، تصویری را با هشتگ «نه به جنگ» در اینستاگرام به اشتراک گذاشت.
بیش از ۱۰۰ نماینده شهرداری‌های روسیه نامه ای را علیه جنگ با اوکراین امضا کردند.

### مطبوعات
دمیتری موراتوف برنده جایزه صلح نوبل روسیه اعلام کرد که روزنامه نوایا گازتا چاپ بعدی خود را به دو زبان اوکراینی و روسی منتشر خواهد کرد. موراتوف، روزنامه‌نگار میخائیل زیگار، کارگردان ولادیمیر میرزویف و دیگران سندی را امضا کردند که بیان می‌کرد اوکراین تهدیدی برای روسیه نیست و از شهروندان روسیه می‌خواهند «به این جنگ نه بگویند». النا چرننکو، روزنامه‌نگار در کومرسانت، یک نامه سرگشاده انتقادی را منتشر کرد که توسط ۱۷۰ روزنامه‌نگار و دانشگاهی امضا شده بود.

### سایر پیشه‌ها
همچنین نامه‌های سرگشاده‌ای علیه جنگ توسط انجمن‌های حرفه‌ای پزشکان و کارکنان مراقبت‌های بهداشتی، کارکنان سازمان‌های غیردولتی، وکلا، روان‌شناسان و روان‌پزشکان، آموزگاران، دانشجویان، اقتصاددانان، کارمندان شرکت‌های فناوری اطلاعات، کارگران، اصحاب فرهنگ و هنر، کمدین‌ها، کارگران صنعت زیبایی و مد، سازندگان فیلم، صنایع تبلیغات و بازی، طراحان، انیماتورها و معماران. منتشر شد.

## بیرون از روسیه
اعتراضات طرفدار اوکراین در چندین سفارت و کنسولگری روسیه در خارج از کشور از جمله موارد زیر رخ داده‌است:
ارمنستان، بلژیک، بلغارستان، کانادا، جمهوری چک، استونی، فنلاند، فرانسه، گرجستان،  
مجارستان 
ایسلند 
ایرلند 
اسرائیل 
قزاقستان 
قرقیزستان 
لتونی 
لبنان 
لیتوانی 
مکزیک 
مولداوی 
هلند 
نروژ 
لهستان 
پرتغال 
رومانی 
صربستان 
اسلواکی 
اسپانیا 
تایلند 
بریتانیا 
ایالات متحده 
اعتراضات ایرانیان که مجاز نبودند در مقابل سفارت روسیه در تهران اعتراض کنند، در مقابل سفارت اوکراین برگزار شد.

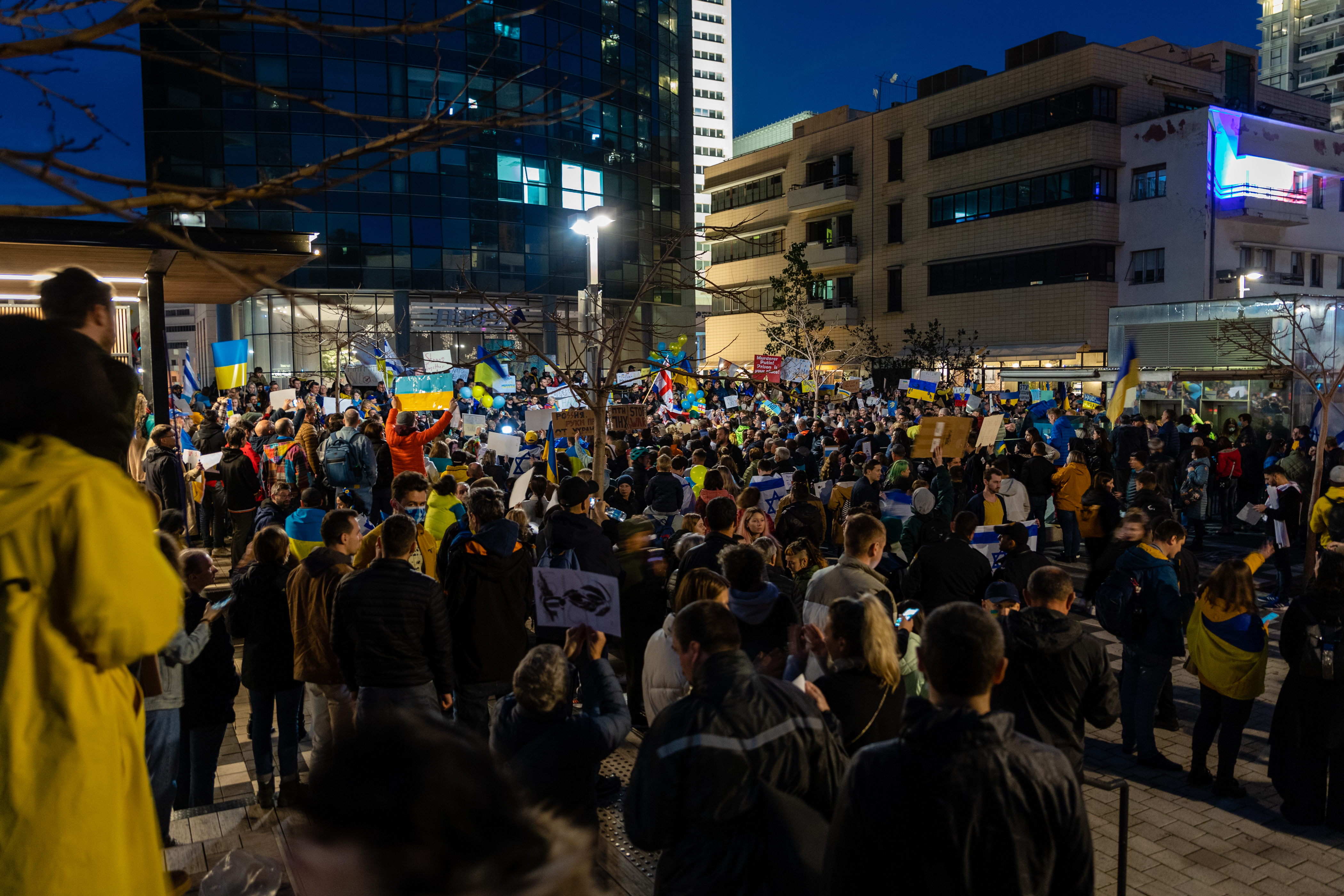
تظاهرات اعتراضی در تل‌آویو، اسرائیل در ۲۶ فوریه ۲۰۲۲

در جریان رای‌گیری همه‌پرسی قانون اساسی، معترضان بلاروس در مینسک شعار «نه به جنگ» را در مراکز رای‌گیری سر دادند. به گفته وزارت امور داخلی بلاروس، ۸۰۰ نفر در آن روز بازداشت شدند.
تظاهرات در امان نیز برگزار شد. در برن، هنگ کنگ، استانبول، شهر لوکزامبورگ، نیکوزیا، سیدنی، توکیو و وین. در والنسیا، ونزوئلا، گروهی از دانشجویان تظاهرات کردند.
در ۲۵ فوریه، روزنامه اسلواکی Nový čas عکس پوتین را منتشر کرد که شبیه به هیتلر بود و عبارت " Putler " روی جلد آن بود. عکس‌های مشابهی نیز توسط روزنامه انگلیسی دیلی استار (که پوتین را «ولاد خونین» خطاب کرد) و روزنامه ایتالیایی لا راژیون منتشر کردند.
در ۲۵ فوریه، گرتا تونبرگ، فعال آب و هوا در مقابل سفارت روسیه در استکهلم تظاهرات کرد.
در ۲۶ فوریه، اوکراینی‌ها در St. Nicholas Cathedral گرد آمدند در ناحیه ماپو، سئول، کره جنوبی، برای صلح سرزمین مادری خود دعا می‌کنند. پس از اقامه نماز از کلیسا بیرون رفتند و پرچم اوکراین و تابلوهای اعتراضی را برافراشتند. در روز بعد، حدود ۳۰۰ نفر از جمله اوکراینی‌های مقیم کره جنوبی و حامیان آنها در اعتراض به تهاجم روسیه در نزدیکی سفارت روسیه در سئول تظاهرات کردند.
در ۲۷ فوریه، بیش از ۱۰۰۰۰۰ نفر در برلین برای تظاهرات علیه تهاجم روسیه به اوکراین تجمع کردند. در ۲۸ فوریه، به جای رژه سنتی کارناوال Kölner Rosenmontagszug، که چند روز قبل به دلیل COVID-19 لغو شده بود، بیش از ۲۵۰۰۰۰ نفر (به جای ۳۰۰۰۰ مورد پیش‌بینی شده) در یک راهپیمایی صلح در کلن تجمع کردند تا علیه تهاجم روسیه اعتراض کنند.
در ۲۷ فوریه، تاراس اوستاپچوک، مکانیک اوکراینی، به اتهام غرق کردن بخشی از قایق تفریحی ۷ میلیون دلاری که روی آن کار می‌کرد، در دادگاه مایورکا حاضر شد. او اظهار داشت که رئیسش یک انبار دولتی روسیه از محصولات نظامی را اداره می‌کرد و از این تصور که شرکت رئیسش موشکی را که به یک ساختمان آپارتمانی در کی‌یف اصابت کرده بود و او با تلفن همراهش تماشا کرده بود، تأمین کرده‌است، عصبانی شده‌است. اوستاپچوک اظهار داشت: "اگر کشوری نداشته باشم به چه کاری نیاز دارم؟" و به دادگاه گفت: "از کاری که انجام داده‌ام پشیمان نیستم و دوباره آن را انجام خواهم داد."

## ساختمان‌ها به رنگ‌های پرچم اوکراین روشن شده‌اند
چندین مکان دیدنی در سراسر جهان به عنوان بیانیه همبستگی به رنگ پرچم اوکراین روشن شد.

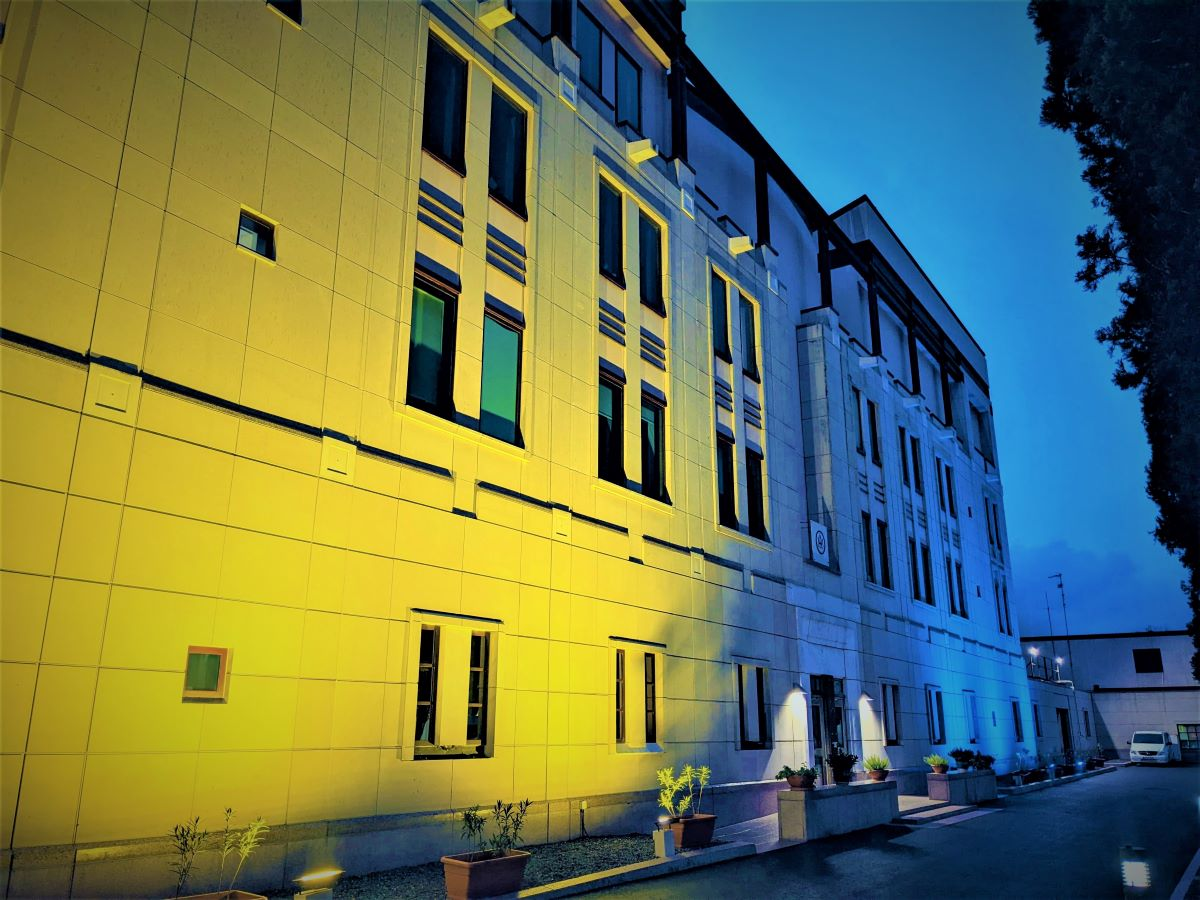
سفارت آمریکا در نیکوزیا ، قبرس .
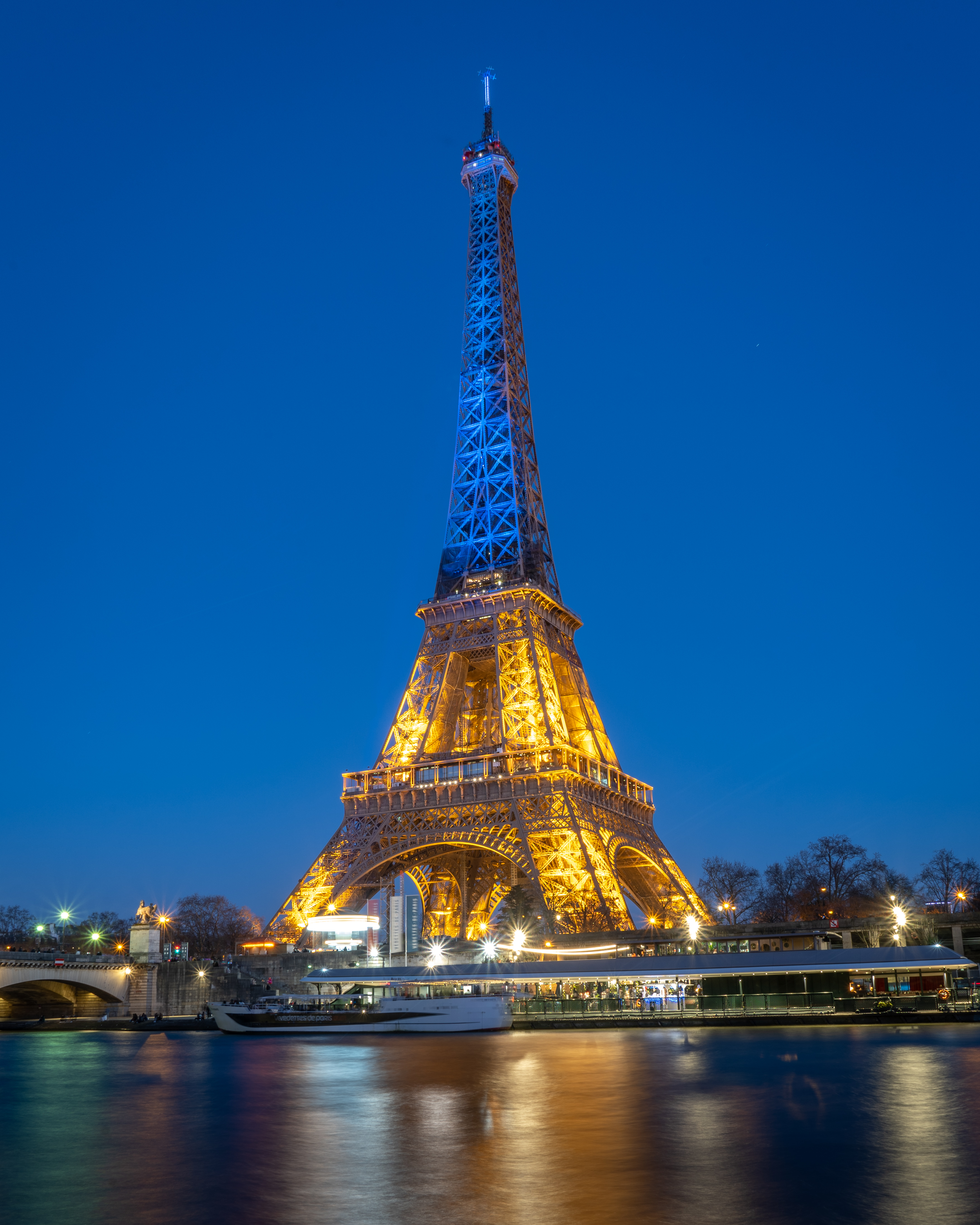
برج ایفل در پاریس، فرانسه
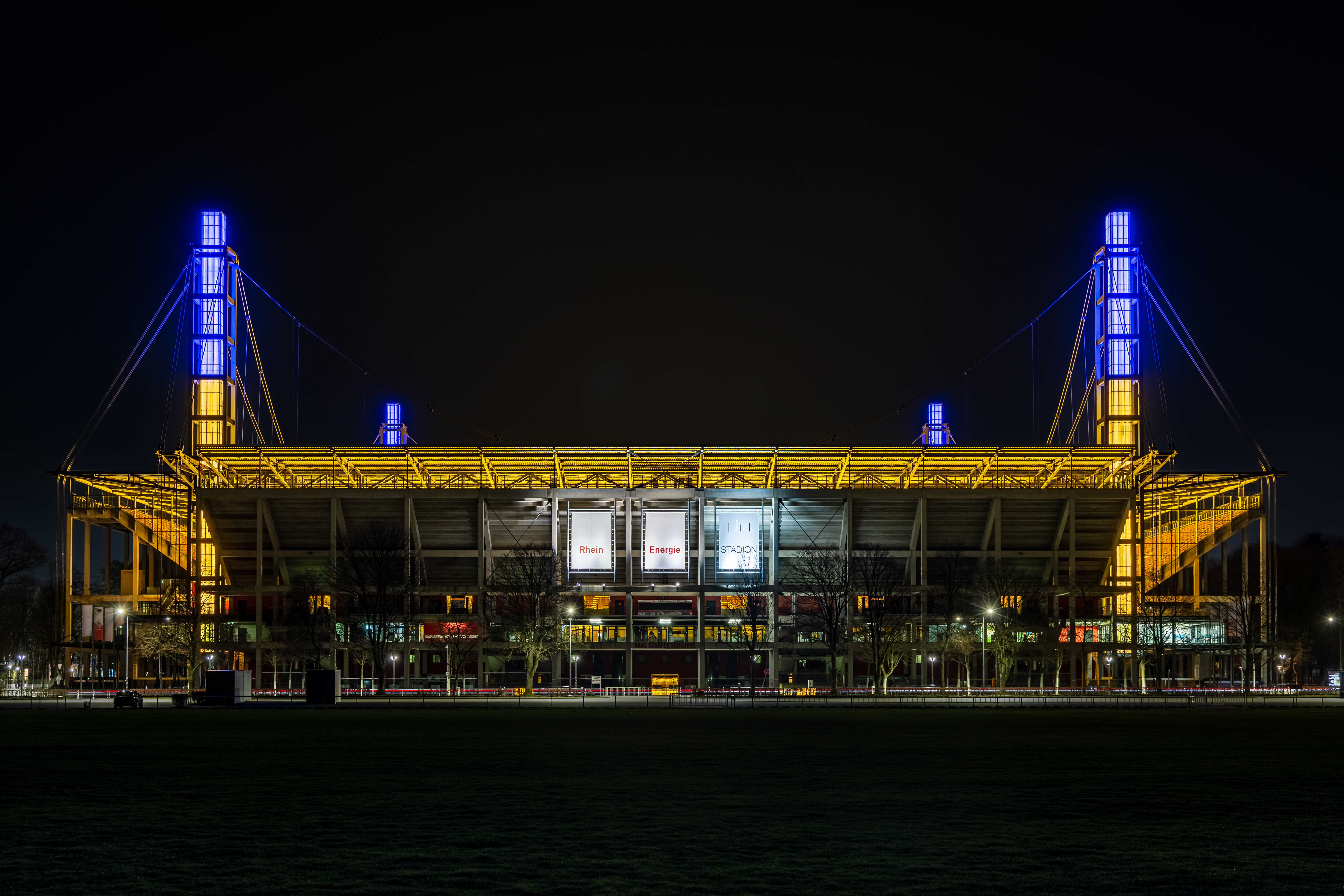
RheinEnergieStadion در شهر کلن آلمان.
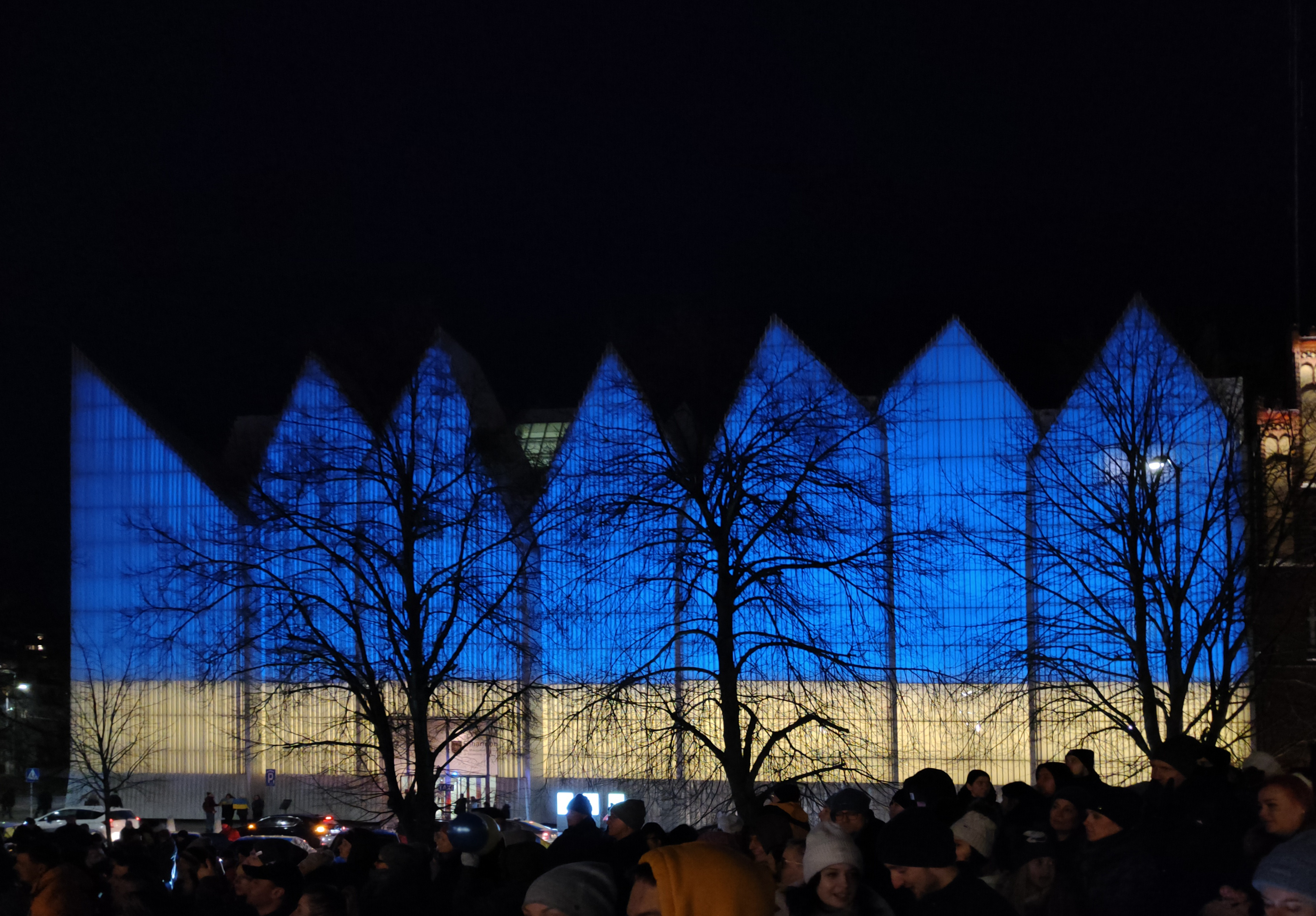
فیلارمونیک Szczecin در Szczecin ، لهستان
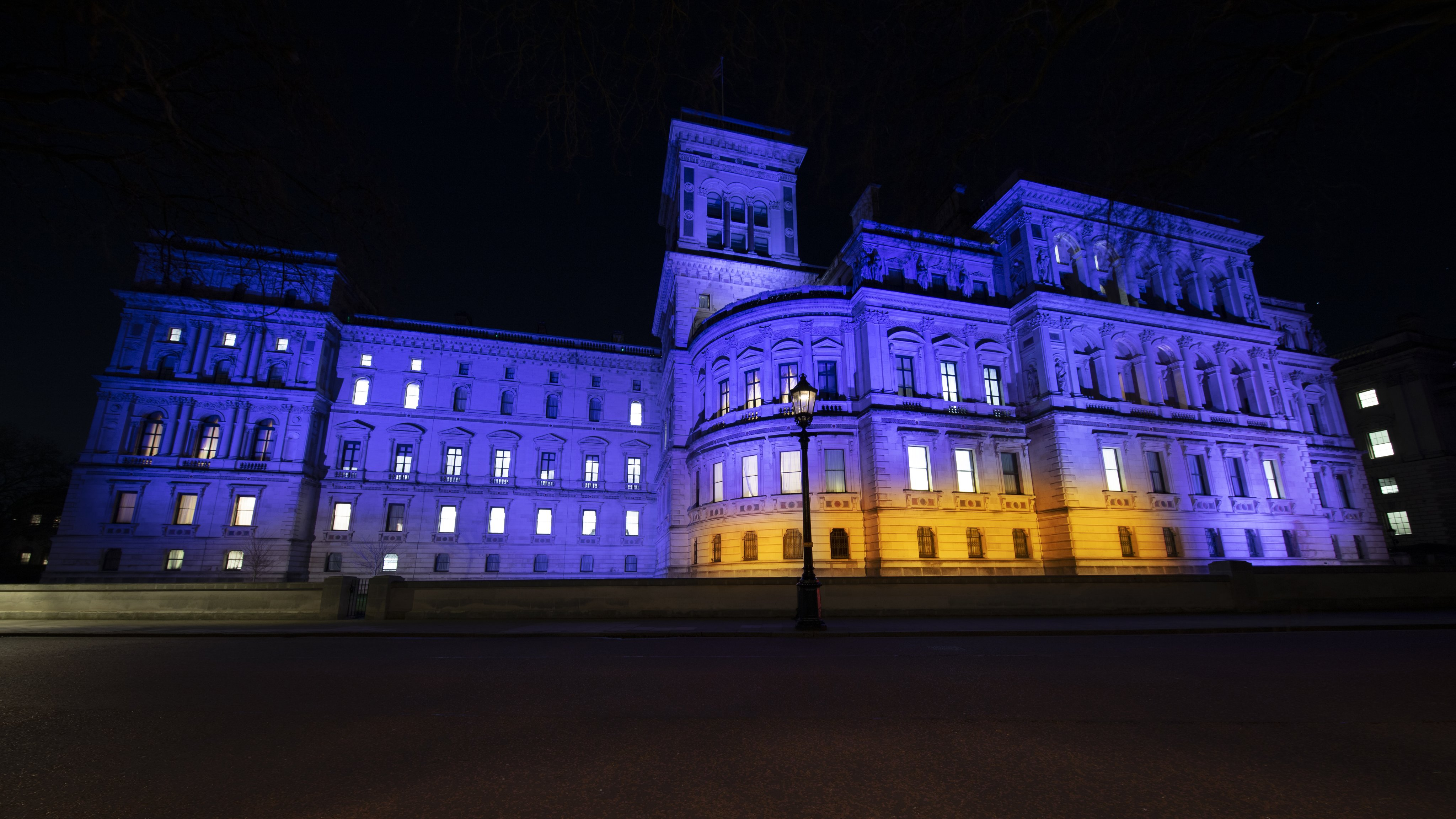
دفتر امور خارجه، مشترک المنافع و توسعه در لندن، بریتانیا
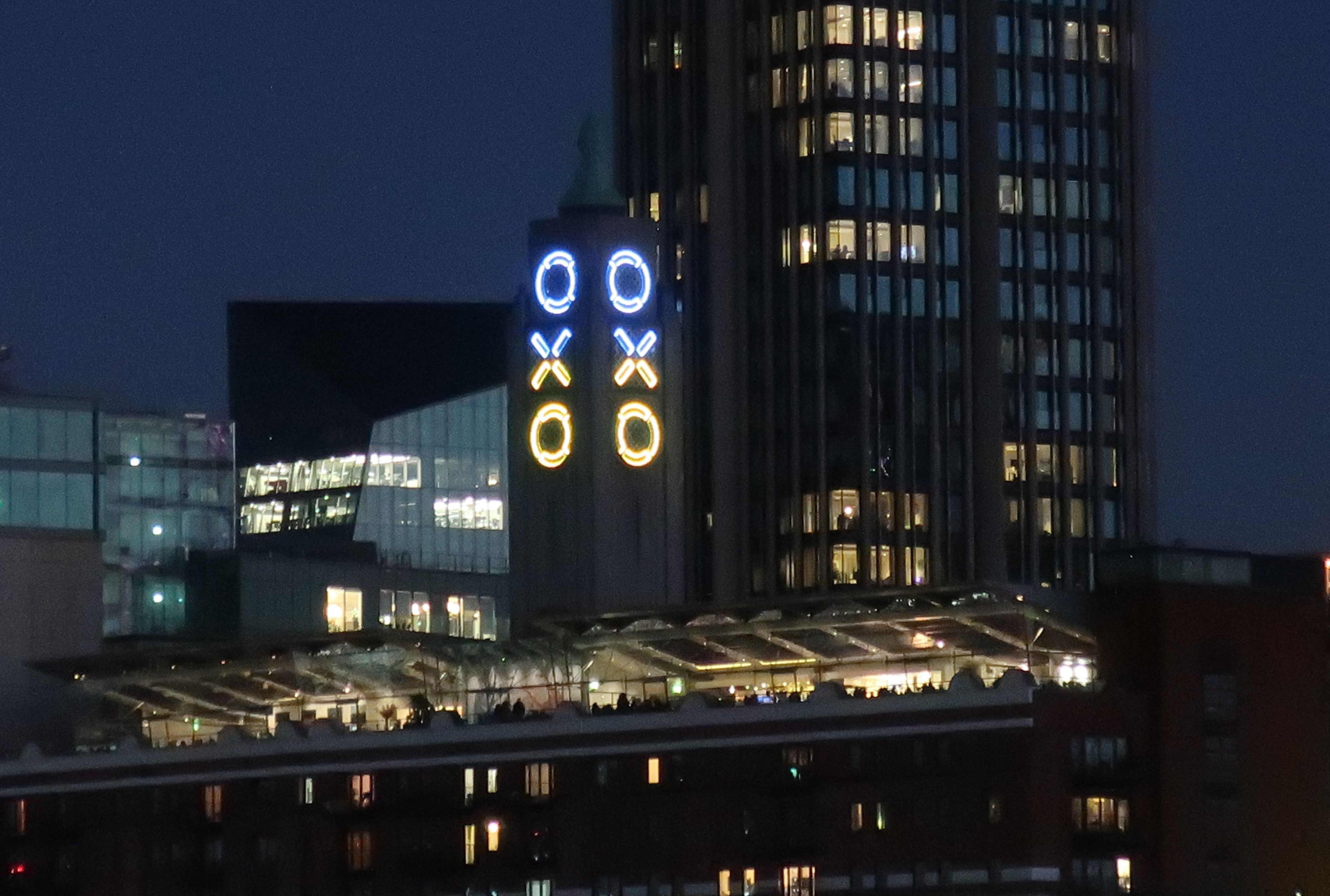
برج Oxo در لندن
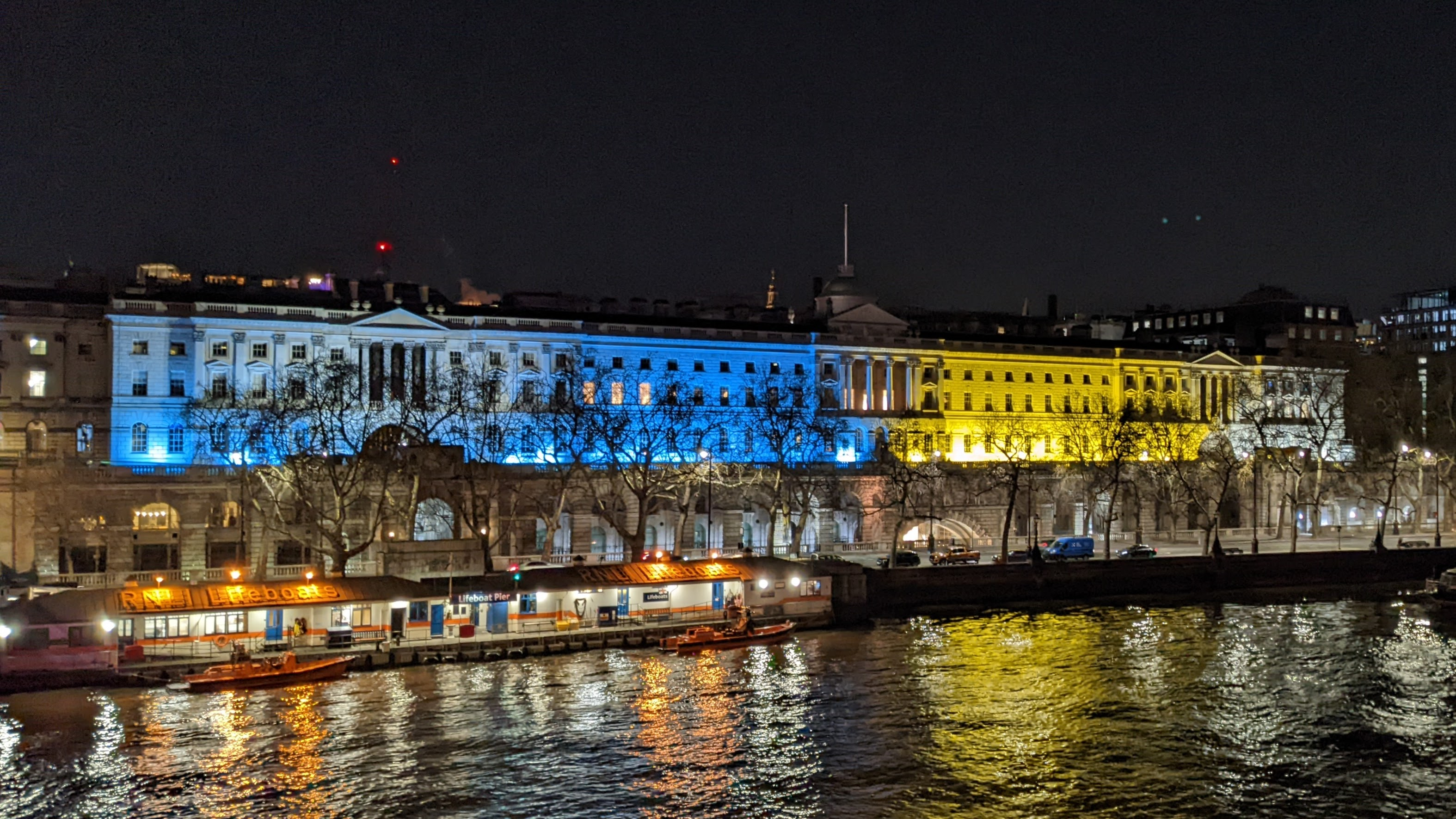
سامرست هاوس در لندن
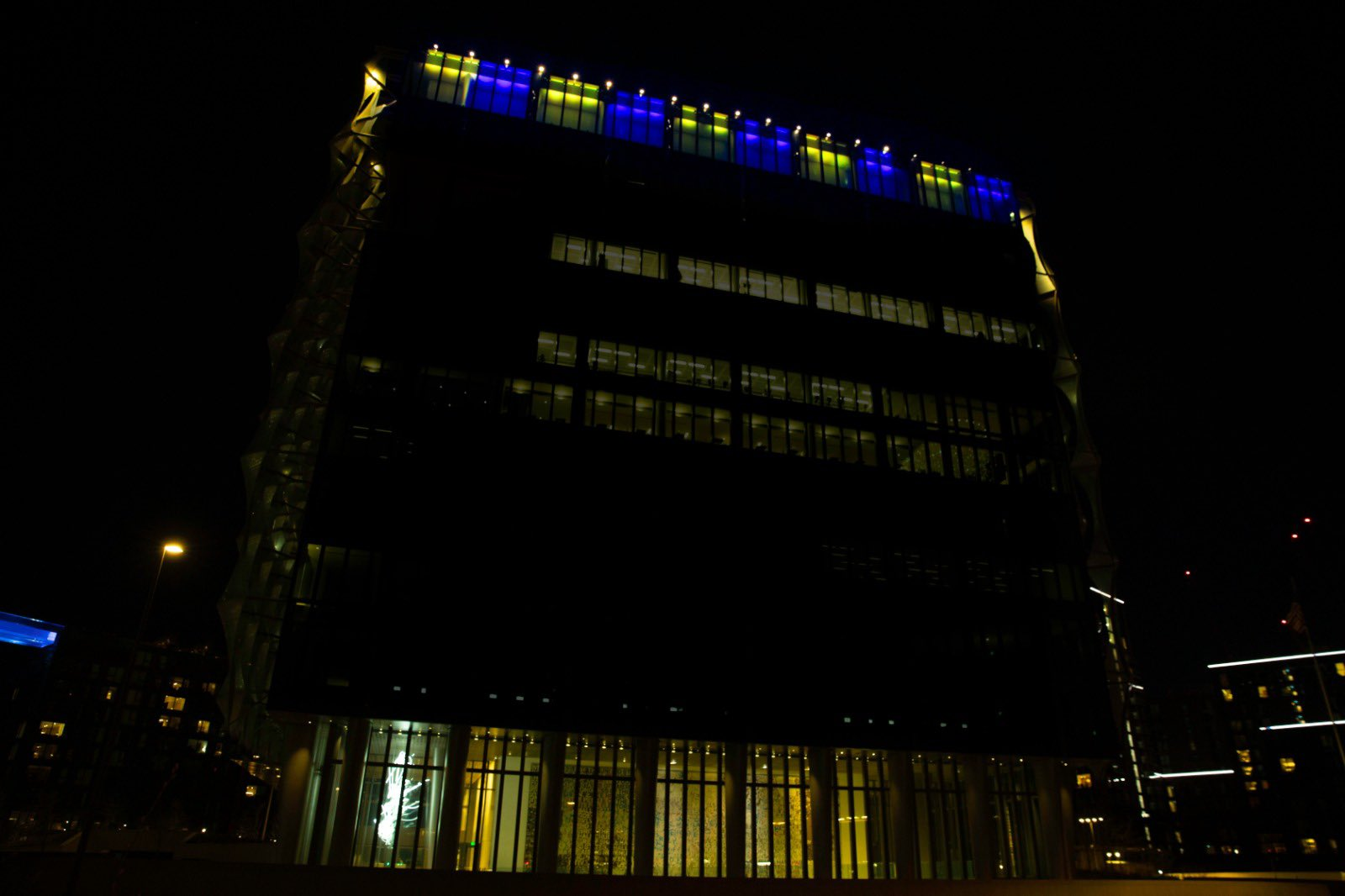
سفارت آمریکا در لندن